# Alice in Chains: AIC 23
AIC 23 (tytuł alt. Alice in Chains Twenty-Three) – krótkometrażowy mockument amerykańskiego zespołu muzycznego Alice in Chains w reżyserii Petera Darleya Millera, promujący piąty album studyjny The Devil Put Dinosaurs Here (2013). Autorami scenariusza są Miller, gitarzysta i wokalista Jerry Cantrell oraz aktor William Earl Brown. Premiera odbyła się 3 kwietnia 2013 na kanale Willa Ferrella Funny or Die. Tytuł AIC 23 jest parodią dokumentu Pearl Jam Twenty (2011).
W mockumencie zaprezentowano fragmenty singlowych utworów „Hollow” i „Stone” oraz premierowo „Voices” i „Phantom Limb”.

## Fabuła
AIC 23 przedstawia historię profesora filmoznawstwa na Community college Alana Poole’a McLarda (William Earl Brown), który planuje zrealizować film dokumentalny o zespole Alice in Chains. W tym celu protagonista ujawnia premierowe utwory grupy osobom z różnych środowisk oraz przeprowadza z nimi krótkie wywiady. Jego rozmówcy gardzą, ośmieszają lub pozostają obojętni na kompozycje z repertuaru zespołu. Wśród nich jest wiejska gwiazda country Donnie „Skeeter” Dollarhide Jr. (Jerry Cantrell), który twierdzi, że został oszukany przez Cantrella, muzyk reggae i członek ruchu Rastafari Nesta Cleveland (William DuVall), basista fikcyjnego zespołu deathmetalowego Necrobotica, Unta Gleeben Glabben Globben Globin (Mike Inez), oraz bloger i hipster z Los Angeles Stanley Eisen (Sean Kinney), który nie lubi utworu „Hollow”.

## Obsada
Opracowano na podstawie materiału źródłowego:

- William Earl Brown – Alan Poole McLard, profesor filmoznawstwa
- Jerry Cantrell – Donnie „Skeeter” Dollarhide Jr., muzyk country
- William DuVall – Nesta Cleveland, członek ruchu Rastafari
- Mike Inez – Unta Gleeben Glabben Globben Globin, muzyk
- Sean Kinney – Stanley Eisen, bloger i hipster

Cameo:
- Kim Thayil – on sam
- Lars Ulrich – on sam
- Robert Trujillo – on sam
- Ann Wilson – ona sama
- Nancy Wilson – ona sama
- Mike McCready – on sam
- Bill Kelliher – on sam
- Duff McKagan – on sam
- Brent Hinds – on sam

## Produkcja

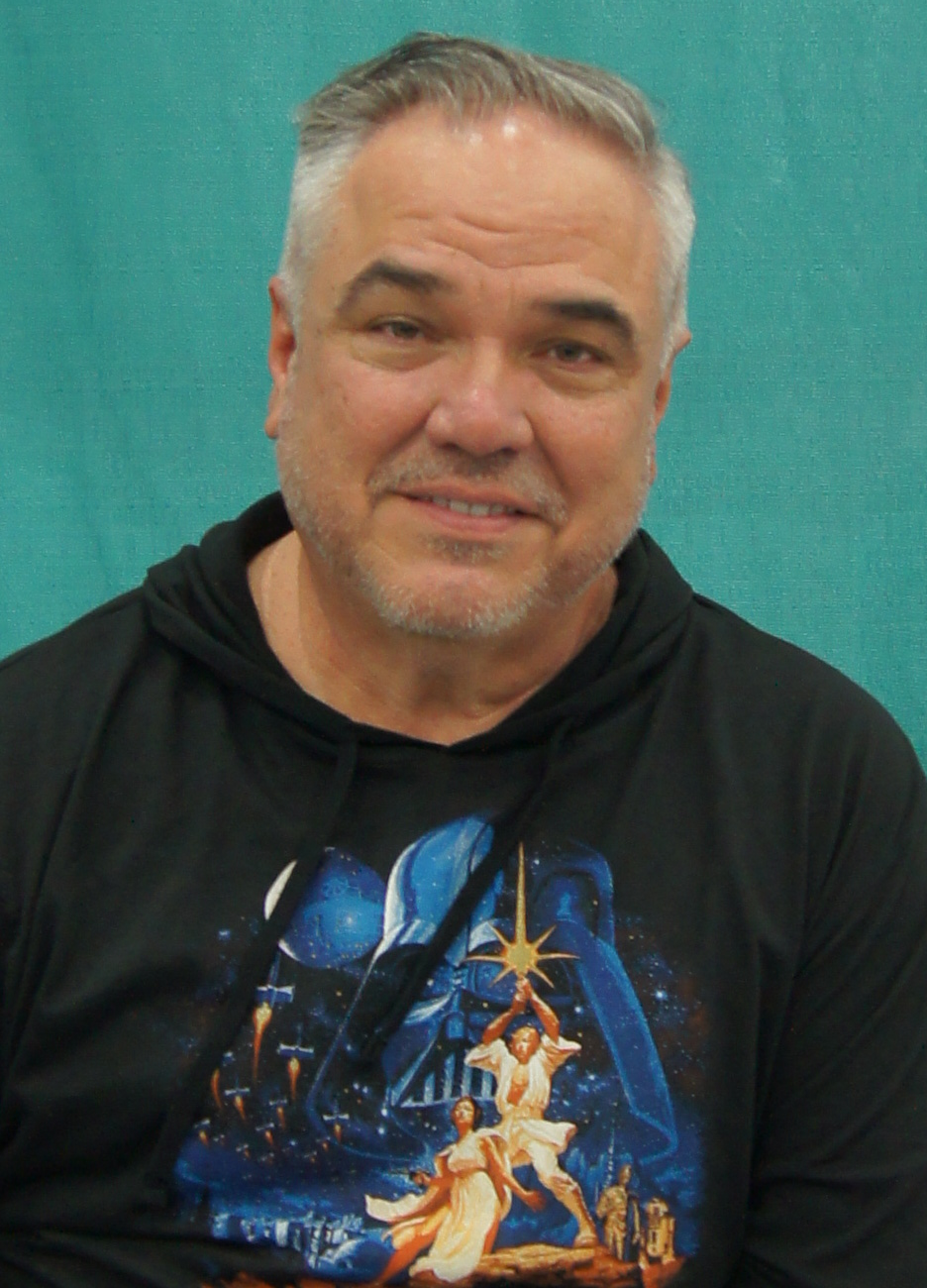
William Earl Brown (na zdj. w 2011) wystąpił w głównej roli i był współautorem scenariusza

Wokalista i gitarzysta Alice in Chains, Jerry Cantrell przyznał w rozmowie z magazynem Loudwire, że pomysł na AIC 23 zrodził się po pięciu lub sześciu odbytych rozmowach z pozostałymi członkami zespołu, którzy zastanawiali się nad koncepcją promocji piątego albumu studyjnego The Devil Put Dinosaurs Here (2013). Każdy z muzyków wymyślił kreowaną przez siebie postać, nadając jej luźny charakter – podobnie jak w przypadku mockumentu The Nona Tapes (1995, reż. Rocky Schenck). Reżyserią przedsięwzięcia zajął się Peter Darley Miller, a w jednej z głównych ról wystąpił William Earl Brown, znany m.in. z roli Dana Dority’ego w serialu HBO Deadwood, 2004–2006, prywatnie przyjaciel Cantrella. W rozmowie z „The Independent” muzyk wyjawił, że postać Dollarhide’a Jr. w małym stopniu wzorował na swoim ojcu.
Charakteryzację wykonał laureat nagrody Akademii Filmowej z 1992 Matthew W. Mungle, mający na swym koncie pracę przy takich produkcjach, jak Edward Nożycoręki (1990, reż. Tim Burton), Drakula (1992, reż. Francis Ford Coppola) i Lista Schindlera (1993, reż. Steven Spielberg).

## Wydanie
Premiera AIC 23 odbyła się 3 kwietnia 2013 na kanale Funny or Die, a dwa dni później mockument został udostępniony na oficjalnym kanale zespołu w serwisie YouTube. Tytuł AIC 23 jest parodią dokumentu Pearl Jam Twenty (2011, reż. Cameron Crowe). W mockumencie zaprezentowano fragmenty singlowych utworów „Hollow” i „Stone” oraz premierowo „Voices” i „Phantom Limb”.